# Wasyl Wojutyński Hulewicz
Wasyl Wojutyński Hulewicz herbu Nowina (zm. krótko przed 7 sierpnia 1601 roku) – podstarości włodzimierski w 1561 roku, wojski włodzimierski  w latach 1566–1601.
Poseł województwa wołyńskiego na sejm lubelski 1569 roku, podpisał akt unii lubelskiej. Poseł województwa wołyńskiego na sejm 1572 roku, na sejm koronacyjny 1576 roku. Poseł województwa bracławskiego na sejm 1578 roku. Poseł województwa wołyńskiego na sejm 1582 roku i sejm 1585 roku.
Deputat na Trybunał Główny Koronny z województwa wołyńskiego w 1590, 1600 roku.
Był wyznawcą kalwinizmu. 